# Raptorex
A Raptorex a tyrannosaurida dinoszauruszok egyik kétséges neme. Egyetlen fiatal példányának fosszilis maradványait valószínűleg Mongóliában, illetve a feltételezés szerint Észak-Kínában fedezték fel. A típusfajról, a R. kriegsteiniről Paul Sereno és kollégái készítettek leírást 2009-ben. A nem neve a latin raptor ('tolvaj') és rex ('király') szavak összetételéből származik. A fej neve egy holokauszt túlélőre, Roman Kriegsteinre utal, akinek fia, Henry a példányt a Chicagói Egyetemnek adományozta tudományos kutatás céljára.
Kezdetben úgy vélték, hogy a kora kréta kori, körülbelül 125 millió évvel ezelőtt keletkezett kínai Jihszien (Yixian)-formációból származik, de a későbbi vizsgálatok kimutatták, hogy egy ilyen korai dátum a fosszília esetében valószínűtlen, a késő kréta kori tyrannosauridák fiatal példányaival való rendkívül közeli hasonlósága miatt valószínűbb, hogy az Iren Dabasu-ban vagy egy hasonló korú formációban találtak rá. Mivel a példány egy fiatal egyed, és a tyrannosauridák növekedési változásai még nem teljesen ismertek, sok kutató nomen dubiumnak tekinti, ugyanis megbízható módon nem párosítható egyetlen felnőtt csontvázzal sem (bár rendkívül hasonlít a hasonló méretű és korú fiatal Tarbosaurus bataar csontvázakra).

## Anatómia

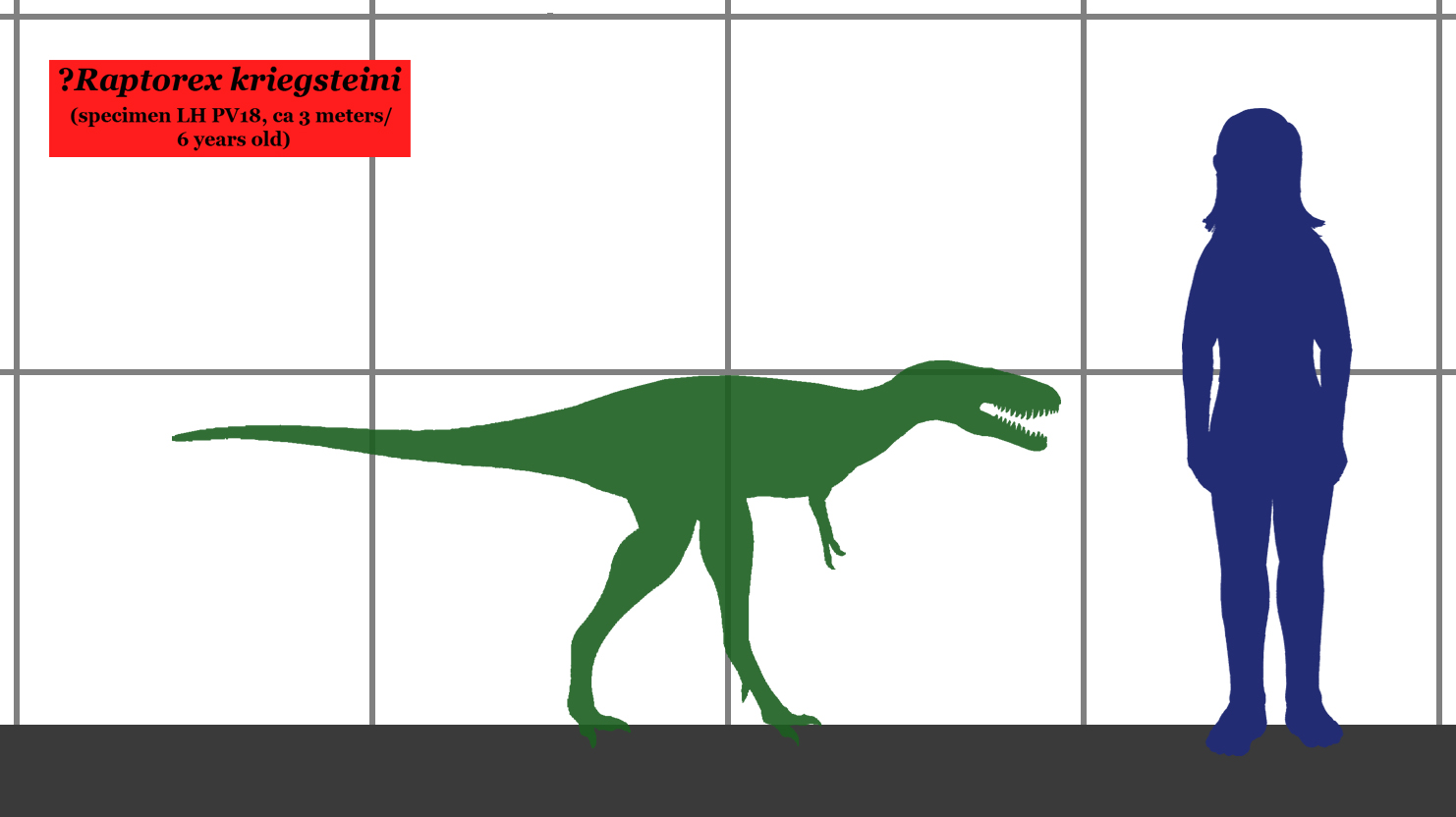
A fiatal példány és az ember méretének összehasonlítása

A Raptorexet a későbbi tyrannosauroideák egyes alapvető részletei jellemzik: a koponyája viszonylag nagy és szilárd felépítésű, a lábai hosszúak és futáshoz alkalmazkodtak, mellső lábai pedig aprók voltak és két ujjban végződtek. Ez eltérést jelent a bazálisabb tyrannosauroideákkal, például a Dilonggal szemben, amely megőrzött néhányat az egyéb coelurosaurusok olyan kezdetlegesebb jellemzői közül, mint a kis fej és a hosszú, három ujjal ellátott mellső lábak.
A példány egy nagyon kicsi fiatal egyed, a becslés szerint a hossza 3 méter, a tömege pedig 65 kilogramm lehetett. A holotípus (az LH PV18 katalógusszámú lelet) körülbelül 2,5 méter hosszú, és hároméves korában pusztult el.

## Történet

### Felfedezés
A példány eredetét kideríteni próbáló Peter Larson szerint a Raptorex holotípus (LH PV18 katalógusszámú, jelenleg Kínában, a belső-mongóliai Hohhotban, a Long Hao Geológiai és Őslénytani Intézet gyűjteményében elhelyezett) fosszíliáját egy amerikai üzletember vette meg egy mongol fosszíliakereskedőtől Tokióban, Japánban, ahonnan az Egyesült Államokba került, ahol Tucsonban az Arizonai Drágakő, Ásvány és Fosszília Shown (Arizona Gem, Mineral and Fossil Show) ismét áruba bocsátották. Itt Hollis Butts eladta Dr. Henry Kriegstein szemész és fosszíliagyűjtő számára. Eddig a példányt a Tarbosaurus Mongóliából származó fiatal egyedeként azonosították. Kriegstein értesítette Paul Sereno amerikai őslénykutatót a leletről. Sereno úgy vélte, hogy a példányt tévesen azonosították fiatal mongol Tarbosaurusként, ő inkább egy új, a kínai Jihszien (Yixian)-formációból származó faj kifejletlen egyedeként határozta meg. Sereno publikálta a fosszíliáról készült leírását, majd elküldte Kínába. mert azt feltételezte, hogy a leletet onnan kicsempészték ki.

### Kezdeti értelmezés
Sereno és szerzőtársai a példányt az általuk készített leírásban majdnem felnőttnek, körülbelül hatévesnek ítélték. Sereno a kezdetben a sajtónak azt állította, hogy számos indexfosszília található a példányt körülvevő kőzetlemezben, melyek alapján a lelet kora kréta kori. A Chicago Tribune-ben megjelent egyik interjúban Sereno kijelentette, hogy „A Raptorex fosszíliát körülvevő kőzetmátrix üledékéből fosszilis halcsontok, teknősök, kagylóhéjak és a fauna egyéb részei kerültek elő, melyekből általában pontosan megállapíthatjuk, hogy a belső-mongóliai határ mely területén tárták fel.” Azonban a Raptorex példány mellett csak egyetlen halcsigolyát és egy összetört, azonosíthatatlan puhatestű héjat találtak. Sereno és kollégái a halcsigolyát a Lycoptera nemhez hasonló hal részeként azonosították, ami a kora kréta kori Jihszien (Yixian)-formáció kulcsfontosságú indexfosszíliája. Viszont a csontról nem készült leírás, és az ismert Lycoptera példányokkal közös tulajdonságokról sem készült feljegyzés.
Sereno értelmezése szerint a példány egy korai, kezdetleges, nem tyrannosaurida tyrannosauroidea, amely fontos a csoport evolúciója szempontjából. Egy kis kora kréta kori faj az igazi tyrannosauridák felnőtt példányaihoz hasonló arányokkal azt jelezheti, hogy a nagy fej, a hosszú lábak és az apró kétujjú karok nem csak a nagy testméret kialakulása után fejlődtek ki, hanem a tyrannosauridákra jellemző testforma még az óriási méret elérése előtt kialakult. Ez szemben áll a korábbi bizonyítékokkal, amik szerint a kezdetleges tyrannosauroideák, beleértve a kortárs fajokat és azokat is, amelyek a krétában, a Sereno által a Raptorex koraként valószínűsített időpont után éltek, kis koponyával és hosszú háromujjú karokkal rendelkeztek.

## Vita és újraértelmezés
2010 októberében egy (szakmailag lektorálatlan) online Nature News beszámoló megkérdőjelezte a Raptorex származását és bazális tyrannosauroideaként való osztályozását. Peter Larson, egy magánkézben levő fosszíliagyűjtő és forgalmazó társaság, a Black Hills Institute of Geological Research, Inc. elnöke megvizsgálta a fosszíliát, és kijelentette, hogy az egy fiatal Tarbosaurus maradványa. Mivel a példányt egy gyűjtő anélkül adományozta a múzeumnak, hogy részletes információt adott volna a lelőhelyéről, Larson kételkedett a korának megállapításában, amit csak a dinoszaurusz fosszília mellett talált Lycoptera csigolya és egy puhatestű állattól származó héj alapján végeztek. Larson szerint a fosszília egy olyan mongóliai lelőhelyről származik, ahonnan 70 millió éves Tarbosaurus fosszíliák kerültek elő. Azt javasolta, hogy végezzék el „a fosszilis mátrix jóval részletesebb elemzését – beleértve a fosszíliához kapcsolódó pollenek kormeghatározását is”. Sereno a beszámolóban kitartott következtetései mellett, megjegyezve, hogy nincs olyan világos bizonyíték vagy publikáció, ami megcáfolná azokat.
Denver Fowler, Peter Larson és mások 2011 júniusában egy részletesebb áttekintést jelentettek meg a PLoS ONE című lektorált folyóiratban, melyben újraelemezték a megjelent adatokat, és bizonytalan megállapításokat tettek az egyedfejlődési és sztratigráfiai helyzetet illetően. Míg Sereno azt állította, hogy a Raptorex csigolyái majdnem összeforrtak, és hogy a csont szövettana alapján a példány körülbelül hatéves, azaz majdnem felnőtt volt, Fowler és kollégái kijelentették, hogy Sereno és csapata félreértette a növekedési adatokat. és úgy találták, hogy a példány valójában egy mindössze hároméves fiatal növendék lehetett. Emellett hibát találtak a Sereno csapata által végzett kormeghatározásban is. Fowler és kollégái kimutatták, hogy a Sereno által magyarázat nélkül Lycopteraként azonosított halcsont valójában az alakját tekintve nagyon eltért az ismert Lycoptera példányokétól, emellett jóval nagyobb is volt, és nem tudták a nemet tartalmazó rendhez sem kapcsolni. Valószínűsítették, hogy a teljes kréta időszakban jelen levő ellimmichthyiformes halak közé tartozott, a kormeghatározás szempontjából használhatatlannak minősítve a csontot. Ennek fényében megjegyezték, hogy nincs ok arra, hogy a fosszíliát kora kréta korinak tekintsék, ehelyett sokkal valószínűbb, hogy a fiatal tyrannosauridákhoz való rendkívüli hasonlósága miatt a késő kréta korból származik. Fowler és kollégái az elemzés alapján arra következtettek, hogy a Raptorex nagy valószínűséggel egy fiatal, a Tarbosaurushoz hasonló tyrannosaurida, bár a pontos azonosítása a tyrannosauridák növekedési mintáival kapcsolatos információk hiányossága miatt, és korának ismerete nélkül nem végezhető el. Ebből következően Sereno elmélete a tyrannosauridák fejlett jellemzőinek kora kréta kori kialakulását illetően a jelenlegi bizonyítékok segítségével nem igazolható.

## Fordítás
Ez a szócikk részben vagy egészben a Raptorex című angol Wikipédia-szócikk ezen változatának fordításán alapul.  Az eredeti cikk szerkesztőit annak laptörténete sorolja fel. Ez a jelzés csupán a megfogalmazás eredetét és a szerzői jogokat jelzi, nem szolgál a cikkben szereplő információk forrásmegjelöléseként.